# Mercado Central de Tarragona
El Mercado Central de Tarragona es un edificio protegido como bien cultural de interés local y está situado en la capital tarraconense.

## Descripción
Es un edificio de planta longitudinal con tres naves y una transversal que divide la planta en dos mitades simétricas. Las cubiertas de fibrocemento están soportadas por estructuras metálicas en arco apuntado y por columnas con capitales modernistas. El exterior consta de dos fachadas principales compuestas por tres arcos de medio punto, uno central de grandes dimensiones, que corresponde con la nave central y dos laterales.
El edificio posee un fuerte carácter modernista en muchos de sus elementos.

## Historia
El edificio fue inaugurado el 19 de diciembre de 1915. 
En octubre de 2007 se pusieron en marcha unas reformas que hicieron que todos los puestos del mercado tuvieran que desplazarse a la plaza delantera (Plaza Corsini) a un edificio temporal. Tras la finalización de las obras, en marzo de 2017, se inauguró la remodelación del edificio.